# Guillem Frontera
Guillem Frontera Pascual (Ariañy, Baleares, 1945-Palma de Mallorca, 9 de diciembre de 2024) fue un escritor, periodista y activista cultural español.

## Trayectoria
Estudió en el seminario Seráfico de la Porciúncula, de los frailes franciscanos. Posteriormente ejerció diversos oficios, como reportero de periódico o cajero de una agencia de viajes, hasta que se decantó por la tarea periodística. Fue fundador y director de la colección de poesía La Sínia (La Noria) (1965), donde hizo sus inicios literarios.
Como periodista, ha colaborado en prensa escrita (Diario de Baleares y Última Hora), en la radio y televisión (en Barcelona, estudió cine en la escuela de Aixelà), para la que ha hecho guiones originales y adaptaciones, como las de L'hostal de la Bolla, de Miquel dels Sants Oliver, y de La mandrágora, de Maquiavelo. Especialista en temas de arte, ha dirigido la Gran enciclopèdia de la pintura i l'escultura a les Balears. También ha sido comisario de diversas exposiciones artísticas y ha llevado a cabo actividades de gestión cultural. En 2007 recibió el Premio 31 de diciembre de la Obra Cultural Balear.

## Obras

### Poesía
- A ritme de mitja mort (1965)
- El temps feixuc (1966)

### Narrativa
- Els carnissers (1968)
- Cada día que calles (1969)
- Rera els turons del record (1970)
- Tirannosaurus (1977)
- La ruta dels cangurs (1979)
- Les estrelles suaus de primavera (1979)
- Galeria d'ombres (1983)
- Una dolça tardor (1984)
- Un cor massa madur (1994).
- Miró i Mallorca (1984), guion de cortometraje
- La mort i la pluja (2008)